# Diego Moreira
Diego Manuel Jadon da Silva Moreira (Luik, 6 augustus 2004) is een Portugees-Belgisch voetballer die doorgaans als linksbuiten en linksachter speelt. Sinds 2024 speelt hij voor het Franse RC Strasbourg.

## Clubcarrière
Moreira werd geboren in België, waar zijn vader Almani Moreira op dat moment speelde bij Standard Luik. Nadat hij zelf begon met voetballen werd hij opgenomen in de jeugdopleiding van de Belgische club. Die verruilde hij in 2020 voor die van Benfica. Moreira debuteerde op 13 mei 2022 in het eerste elftal. Hij mocht toen in de 68e minuut invallen tijdens een met 0–2 gewonnen wedstrijd in de Primeira Liga uit bij Paços de Ferreira. Moreira won in 2021/22 de UEFA Youth League met Benfica. Daarna moest hij het vooral hebben van het spelen in de Liga Portugal 2 met Benfica B. Hij mocht in augustus 2022 nog een minuut invallen tijdens een wedstrijd in de voorronde van de Champions League, tegen FC Midtjylland. 
Moreira verruilde Benfica in juli 2023 transfervrij voor Chelsea, dat hem voor een half jaar verhuurde aan Olympique Lyon. Medio 2024 werd hij door Chelsea voor ongeveer acht miljoen euro verkocht aan Strasbourg. In zijn eerste seizoen speelde Moreira er 34 wedstrijden, scoorde tweemaal en gaf zeven assists.

## Interlandcarrière
Moreira speelde twee keer voor België –15 en ging toen voor Portugese nationale jeugdselecties spelen. Hij nam met Portugal –21 deel aan het EK –21 van 2023. Hij werd op 20 mei 2025 opgeroepen door bondscoach Rudi Garcia voor de Belgische nationale selectie.